# 仁恆實業
仁恒實業控股有限公司，簡稱仁恒實業控股，以及仁恒實業（英語：RENHENG Enterprise Holdings Limited，港交所：3628），在2001年，由魏勝鵬創立寶應仁恒實業有限公司，主要銷售及生產煙草機械產品。
其股份自2011年11月18日，在香港交易所創業板上市，當時代碼為8012.HK，集團發行配售價定為每股1.2港元，集資淨額約4730萬港元，公眾持股量將為經擴大已發行股本25%，而于上市時公眾所持的股份中不超過50%將由三大公眾股東實益擁有。總獲得5000萬股配售股份獲超額認購達約67.4%。在較招股價漲7.5%。之後在2013年11月20日轉在主板上市。

## 連結
- RENHENGEnterprise.com